# Rio Bruhoaia
O Rio Bruhoaia é um rio da Romênia afluente do Rio Sălăuţa, localizado no distrito de Bistriţa-Năsăud.